# Zach Makovsky
Zachary Paul Makovsky, född 19 april 1983 i Bethlehem i Pennsylvania, är en amerikansk MMA-utövare som sedan 2020 tävlar i Brave Combat Federation.

## Karriär
Makovsky har tidigare tävlat i bland annat Ultimate Fighting Championship och Bellator MMA. Mellan 2010 och 2012 var han Bellators bantamviktsmästare.